# Et stykke af dansk Afholdshistorie
Et stykke af dansk Afholdshistorie er en dansk dokumentarfilm fra 1930.

## Handling
Den 3. september 1843 stiftede Ole Syversen den første afholdsforening i Danmark. Filmen redegør for afholdsbevægelsens historie, som den har udfoldet sig over det ganske land indtil 1930. Den 18. juli 1926 holdt afholdsfolkene landsdemonstration. Det store optog bevæger sig gennem København. Overlæge Carl Ottosen slår fast, at "spiritus er det sletteste af alle næringsmidler". Den amerikanske afholdsagitator William E. Pussyfoot Johnson besøger Danmark og holder møder med foreningen.